# Музеј Мандралиска
Музеј Мандралиска је једини музеј у Чефалуу. Музеј је легат барона Енрика Пираина ди Мадралиска (Enrico Piraino di Mandralisca) који је, у свом кратком животу (1809—1864), сакупио бројне уметничке предмете у својој кући, где се и данас налазе. Сачувана је и архива музеја и фондације, на основу којих је могуће реконструисати детаљно историју институције.

## Историјат музеја
Енрико Пираино, ватрени присталица идеје уједињења Италије је имао идеју да своју колекцију (уметничка дела, књиге, ковани новац, археолошку збирку, зоолошку и малаколошку збирку и архиву) изложи својим суграђанима, како би се, одговорно и у корак са временом, подстакло стварање средње класе у граду. На тај начин, одвојио се од традиције претходног века која је снажно обележена ученим сицилијанцима из редова аристократије. Колекција се помиње већ 1842. у „Водичу за Сицилију" где пише: "драги Барон Енрико Пираино Мандралиска има богату колекцију објеката историје природе који ће успешно користити за напредак у овој науци".
У тестаненту, написаном 26. октобра 1853, барон је ставио колекцију на располагање за отварање средње ("Liceo Mandralisca") и вечерње школе ("Scuola lancastriana notturna"), које ће се издржавати приходом од имовине (куће и колекције у њој). Ова одредба је имала за циљ премошћавање скоро потпуне празнине образовних институција у Чефалуу и оближњим градовима (где је око четири петине становништва још увек било неписмено). Прво су именовани повереници, али је касније управљање имањем поверено Градском већу. После смрти барона, градско веће Чефалуа одлучило је, 1866. године, да Лицео Мандралиска постане непрофитна организација, али то се десило тек после смрти баронове супруге Марије Франческе Париси (Maria Francesca Parisi), 2. фебруара 1888, уживаоца баронове имовине.

### Међуратни период
Први Статут Фондације "Fondazione scolastica Mandralisca" усвојен је 1926, после кратког периода у коме управља специјални повереник кога именује влада, уместо колективне управе „намесника“ (1925-1926). Поред школа, фондација обухвата и "библиотеку, уметничку галерију, музеј и нумизматичку збирку."
Фондација добија други и трећи статут 1928, и 1940. У периоду између два Светска рата било је још промена у имовини: због социјалне и економске трансформације продато је нешто од непрофитабилних поседа. Године 1916. легат стиче уметнички и историјски интерес ограниченог значаја због сликарских дела приписаних да Месини и важног археолошког налаза: звонастог кратера са приказом старца продавца туњевине.
Прва музејска збирка изложена јавности била је колекција кованог новца (2526 новчића) изложена у специјалним витринама нарученим 1925. и 1926. 
Фондација је 1933. године преузела лоше очуване слике из општинске галерије. Купљени су и важни радови за библиотеку, укључујући и поморску мапу из 1643. Музеју је намењен и римски мозаик кога је тада ископао један грађанин.
Године 1939. купљена је зграда до куће барона Мадралиска, у којој је тада била школа, што је омогућио проширење изложбеног простора. Због страха од бомбардовања између 1942. и 1944. експонати су у сандуцима чувани у посебном склоништу.

### Послератни период
Године 1966. музеј је посетио италијански писац и новинар Гвидо Пиовене (Guido Piovene), и укратако га описао. Исте године коначно је средња школа пребачена у нову зграду коју је општина саградила. Истовремено трансформација града Чефалуа у познати туристички центар, захтевала је промене у управљању музеја, са радним временом и новим поставкама. Низ провала 1969. године довело је, уместо привременог затварања музеја који је и даље био без адекватне заштитне опреме, до смештања највреднијих радова у трезор држане банке. Било је говора о могућем трансферу музеја у средњовековну утврђену палату "Osterio Magno" у непосредној близини, коју је тих година откупио Регион. Помињала се и могућност преноса најзначајнијих дела у музеје Палерма. Од могућег банкрота фондација је, 1976. године, сачувана јавним зајмом. Личним залагањем председника фондације реорганизован је део зоолошке колекције који се бави мекушцима који је обухватао око 2.000 примерака и изложен исте године.
У међувремену, роман „Осмех непознатог морнара“ (Il sorriso dell'ignoto marinaio) Винћенца Консола (Vincenzo Consolo), о барону који се интересује за слике Антонела да Месине, помогао је да се подигне свест о музеју, а у националној штампи појавиле су се интервенције у корист очувања институције. Музеј је временом стицао и експонате који су откривени током грађевинских радова због брзог ширења града. Два саркофага из хеленистичког периода нађена су 1977. и изложена у Музеју. Године 1981, регион је изузетно допринео обнови зграде, као и финансијској реорганизацији Фондације. Реновирање које је тада покренуто, настављено је 1991. уз финансијску подршку Европске уније.
У лето 1997, отворен је после рестаурације "Магацин за уље породице Мандралиска“, просторија у приземљу, раније коришћена као складиште великих посуда са уљем.
Исте године музеј остварује сарадњу са другим установама културе и зајми експонате за различите изложбе. Такође тада почиње важна сарадња и размена са фондацијом Querini Stampalia из Венеције, институцијом насталом завештањем из деветнаестог века.
У просторијама Фондације одржају се разне културне активности (промоције књига, предавања, дебате о локалној историји). Током лета, уобичајене су изложбе савремених слика на улици испред музеја.

## Музеј
Музеј Мандралиска је интердисциплинарни музеј, а укључује археолошке експонате, уметничку галерију, малаколошку збирку, новац и намештај као и остале драгоцене предмете. У просеку броји око двадесет хиљада посетилаца годишње. Библиотека фондације је у просторијама музеја и није у јавној употреби.

### Галерија слика
Обједињује колекције слика оснивача и адвоката Циринциона (Cirincione), тренутно изложених у више просторија првог и другог спрата, без строгог хронолошког реда. Слике су хетерогене и углавном са Сицилије, а обухватају период од XV до XVIII века.
Портрет непознатог морнара Антонела да Месине открио је, према предању, барон на острву Липари. Слика, уље на дасци, је била део врата у задњој соби апотеке а прича се да је очи портрета оштетила жена запослена у апотеци јер је осетила подругљив осмехом са портрета. Слика је настала 1465. или 1470-1472 и представља непознати лик вероватно богатог племенћа кватроћента.
Свети Константин и Јелена, темпера на дасци коју је потписао Ђовани Моско (Giovanni Mosco, 1680-1724), са фигурама испред архитектонске позадине у царским китњастим одеждама, приказаним како држе крст.
Радови поствизантијско-критске школе коју чине грчки и критски уметници који су, после пада Цариграда, отишли у изгнанство између XV и XVIII века. Они су уметничке традиције касних Палеолога, бројним верским сликама, пренели на Балканско полуострво и у Венецију а у траговима су и на фрескама манастира Свете горе и Метеора. Две Богородице са Христом, темпере на дасци из XVI и XVII века припадају овом стилу.
Слика на златној позадини светитеља Козме и Дамјана из XVIII века, можда се може приписати следбенику Витореа ди Бартоломеа (Vittore di Bartolomeo). Овде је и Свети Јован V Милостиви, на престолу, из XVIII века, и распеће из XV века (немачка школа, дериват фламанског сликарства).
- Антонело да Месина: Портрет непознатог морнара.
- Ђовани Моско: Свети Константин и Јелена.
- Богородица са Христом, XVI век, поствизантијско-критска школа.
- Богородица са Христом, XVII век, поствизантијско-критска школа.
- Светитељи Козма и Дамјан, XVIII век.
- Свети Јован V Милостиви, XVIII век.
- Распеће из XV века, немачка школа.

Христос судија, темпера и уље на дасци, вероватно централни део триптиха или полиптиха и Тајна вечера су дела шпанског сликара Јоханеса Де Мате (Johannes De Matta) активног у првој половини XVI века. „Христос судија“ је првобитно приписан локалном сликару Николу Петинеу (Nicolò Pettineo).
Мртва природа са корпом цвећа, морским прасетом и папагајем и Св. Јосиф са малим Христом у цветној гирланди Ђованија Доменика Оснага (Giovan Domenico Osnago), сликара пореклом из Милана и активног у Ђефалуу почетком XVIII века.
Ведуте Canal Grande и Piazza San Marco венецијанског мајстора који можда припада кругу Микелеа Мариеског (Michele Marieschi). 
Зора у Чефалуу (поглед са виса Свете Луције) Франческа Бевилакве (Francesco Bevilacqua), крај XVIII и почетком XIX века. 
Свети Јован Крститељ, недавно откривен и обновљен, приписује се Ђованију Антонију Сољианију (Giovanni Antonio Sogliani) рани XVI век.
- Јоханес Де Мата: Христос судија.
- Јоханес Де Мата: Тајна вечера.
- Ђовани Доменико Оснаго: Мртва природа са корпом цвећа, морским прасетом и папагајем.
- Ђовани Доменико Оснаго: Св. Јосиф са малим Христом у цветној гирланди.
- Ведута Canal Grande венецијанског мајстора.
- Ведута Piazza San Marco венецијанског мајстора.
- Ђовани Антонио Сољиани: Свети Јован Крститељ.

### Намештај
Међу намештајем приказаним у музеју, онај који који припада барону Мандралиска одражава висок занатски квалитет и типичан неокласични стил. Из капеле палате Мандралиска очуван је полихроматски олтар у изрезбареном дрвету са позлатом и и лакирана врата у венецијанском стилу, оба експоната из XVIII века. Поред овога тањири од мајолике, керамичара Наполитанца Биађа Ђустинијанија (Biagio Giustiniani) и сервис од Мурано стакла.
Вредна су, такође, и два ормана из XVII века, из легата Чиринчоне (Cirincione) вероватно производи радионица намештаја из Напуља. Они су направљени од абоноса и палисандра са инкрустацијама од корњачиног оклопа и слоноваче. Истом периоду припадају и два секретара од палисандра, са сликама библијске и митолошке тематике.
У музеју је и затворена носиљка украшена изрезбареним и позлаћеним дрвеним апликацијама споља а изнутра постављена једнобојном свилом.
- Врата у венецијанском стилу.
- Секретар од палисандра.
- Секретар од палисандра.
- Посуђе барона Мандралиска.
- Носиљка.
- Носиљка (детаљ).

### Археолошка збирка
Оформљена је пре свега у образовне и научне сврхе, међутим, задржава бројне комаде од општег интереса. Језгро ове збирке чине ископавања која је барон обавио лично у Чефалуу (јужна некропола између округа "Santa Domenica" и "Pietragrossa"), и у другим деловима Сицилије, посебно 1864. године, у некрополи " Contrada Diana" на Липарију.
Оригинални дневници ископавања су изгубљени па се локација открића може одредити само на основу каснијих описа колекције. Једина референца је рад Челестина Каведонија.
У ископавањима на острву Липари поред керамике протогеометријског и стила црвених фигура, локалне производње (Магна Грециа) нађен је и кратер, под називом „продавац туњевине“. То је звонасти кратер црвених фигура датиран у 370. годину пне.
Ту су и четири кратера са црвеним фигурама произведена на Атици која се приписују сликару Кентауромахије (борбе кентаура), збирка хеленистичких, римских и хришћанских светиљки, укључујући једну у облику главе вепра и, коначно, статуета богиње Деметере из IV века пне.
У последњих неколико година, оригинално језгро археолошке збирке обогаћено је налазима из Чефалуа, укључујући мозаик из првог века пне са купидоном који јаши лабуда и геометријском декорацијом и саркофагом из касног-хеленистичког периода (II век пне).
- Кратер „продавац туњевине“.
- Атички кратер.
- Хеленистиче, римске и хришћанске уљане светиљке.
- Уљана светиљка у облику главе вепра.
- Позоришна маска.
- Фигурине Деметре.
- Саркофаг.

### Нумизматичка збирка
Међу многим страстима барона Мадралиска постоји и она за новчиће и музеј није само збирка кованица, већ и књига на ту тему. Нумизматичка збирка се налази на првом спрату у посебној просторији у историјском делу музеја. Збирка обухвата новчиће неких грчких и римских ковница и готово све сицилијанске, међу којима треба истаћи емисије везане за Липари и Чефалу.
Новчићи су груписани по ковницама, без обзира на хронологију. Најупадљивија серија кованог новца припада ковници из Сиракузе, која обухвата историјски период од средине V до краја III века пне. Посебно је значајна декадрахма са потписом Евенета, најзначајнијег гравера новца V века п. н. е., са ликом нимфе Аретузе и монета са ликом Филистиде, супруге Хијерона II, тиранина Сиракузе.
Поред ова два новчића, која припадају Магна Граецији и Сицилијотима, збирка садржи бројне новчиће коване у Химери (код Термини Имерезе), Акрагасу (Агриђенто), Месени (Месина), Ђели, па чак и из ковница Леонтинои и Селинунте.

### Зоолошка збирка
Малаколошка збирка и зоолошка истраживања су резултат баронових интересовања из младости када је публиковао неколико радова о мекушцима. Тада формира и импресивну колекцију морских и слатководних шкољки, и терестричних мекушаца.
Већи део колекције представљају мекушци сицилијанске фауне из језера и река Сицилије, али је богат и део европских мекушаца и оних из егзотичних земаља; југозапада САД и азије, што сведочи да је барон имао размену са истраживачима широм света.
Неки необјављени рукописи (Каталог птица станарица и селица Еолских острва и ђубрење палми) указују на друга природњачка интересовања барона. Збирка птица садржи стотину примерака, а резултат је донација пријатеља и локалних ловаца касније обогаћена другим материјалом. Међу најинтересантнијим узорцима је млади белоглави суп и глава златног орла.
- Део зоолошке збирке.
- Речне шкољке.
- Морски пужеви.
- Морске шкољке.
- Морске шкољке.
- Младунче белоглавог супа.
- Део орнитолошке збирке.

### Библиотека
Састав библиотеке открива интересе и помаже разумевању културе и истраживања на Сицилији деветнаестог века: иако приватна, у ствари је створена да испуни одређену друштвену функцију, поготово као средство за промоцију културе. Библиотека је још увек у оригиналном амбијенту са подом од мајолике из XVIII века.
Библиотека се састоји од око седам хиљада јединица, укључујући две инкунабуле, 87 текстова из XVII века, 388 текстова из XVIII века, 2344 публикације XIX века, пре датума смрти барона (сакупио је такође и памфлете, часописе и новине истих година деветнаестог века).
Од посебног значаја је збирка диплома "archivio capitolare" катедрале у Чефалуу и две наутичке карте из XVII века.